# Batalla del monte Dos Hermanas
La Batalla de Dos Hermanas fue un enfrentamiento de la guerra de las Malvinas durante el avance británico hacia la capital, Puerto Argentino, que se llevó a cabo el 11 y 12 de junio de 1982 en el Monte Dos Hermanas.

## Composición de fuerzas
La fuerza británica, al mando del teniente coronel Andrew Whitehead y compuesta por 600 soldados, consistió en el 45.º Batallón Commando —45 CDO— de la Marina Real británica, apoyados por la Tropa Milán del 40.º Batallón Commando además del apoyo de seis cañones de 105 mm del 29.º Regimiento de Comandos. El 2.º Batallón del Regimiento de Paracaidistas —2 PARA—, formó parte de la reserva. El apoyo de fuego naval fue proporcionada por dos cañones de 114 mm del crucero ligero HMS Glamorgan (D19). El 45 CDO tenía experiencia reciente de combate, contra la guerrilla urbana católica irlandesa. 
El Regimiento de Infantería 4 —RI 4— del teniente coronel Diego Alejandro Soria compuesto por 678 hombres ocupó los montes Kent, Challenger y Wall al oeste del río murrell los montes Low y Twelve 'O' Clock al norte de Puerto Argentino. La Compañía C del capitán Edgardo Humberto Marpegan, luego ocupó nuevas posiciones en Dos Hermanas —donde los defensores llegarían estar bajo el mando del mayor Ricardo Mario Cordón, segundo jefe del RI 4— con el 1.º Pelotón —subteniente Miguel Mosquera Gutiérrez— y 2.º Pelotón —subteniente Jorge Pérez Grandi— apostado alrededor de la cumbre del Dos Hermanas Norte; y el 3.º Pelotón —subteniente Marcelo Llambías Pravaz— ocupando el Dos Hermanas Sur y el 1.º Pelotón de la Compañía A —subteniente Juan Nazer— y el Pelotón Apoyo —teniente Luis Carlos Martella— ubicado en la silla entre las dos alturas.
Las bien entrenadas tropas de la Compañía B 'Piribebuy' del mayor Óscar Ramón Jaimet —entrenador de comandos— del Regimiento de Infantería Mecanizado 6 «General Viamonte» —RI Mec 6— formarían parte de la reserva local, ocupando posiciones antitanques en el valle rocoso entre los montes Dos Hermanas y Longdon, y proveyendo apoyo de fuego de morteros durante la batalla. La proximidad a las posiciones de la unidad y su elevación permitían observación directa sobre las líneas y todo el valle. El 28 de mayo llegó al puesto de mando de la Compañía B, la orden de preparar ocupar el Monte Simón con la idea de operar ofensivamente contra San Carlos, la que fue cancelado.
Durante el 30 de mayo mientras el Regimiento 4 se atrinchraba en nuevas posiciones al este del río murrell, un Harrier (XZ 963) pilotado por el Mayor Jerry Pook es derribado por el fuego reunido del sargento Mario Antonio Cisnero de la Compañía de Comandos 602, el sargento Luis Alberto Kovalski del Escuadrón Alacrán y el soldado conscripto Nicomedes Daniel Castillo de la 3.ª Sección de Tiradores del subteniente Marcelo Llambías Pravaz del Regimiento 4, con los tres hombres mencionados armados con ametralladoras de 7,62 mm.

## Preludio
El 4 de junio las tres compañías de fusileros del Batallón de Comandos 45 llegaron a Bluff Cove Peak, en las faldas del Monte Kent, y lograron ocupar la altura sin oposición, siendo recibidos por las exhaustas patrullas del Servicio Aéreo Especial (Special Air Service, SAS) y Cuadro de Guerra de Montaña Y Ártico (Mountain & Arctic Warfare Cadre, M&AWC), quienes habían sufrido diez gravemente heridos o lesionados en los duros combates con patrullas de comandos argentinos en la zona del monte Simon y monte Kent.
Una espesa niebla se concentró a menudo sobre la zona del río Murrell, lo que ayudó a la Tropa de Reconocimiento del Batallón de Comandos 45 alcanzar y a veces penetrar la posición del pelotón de fusileros del subteniente Marcelo Llambías Pravaz. El marine real Andrew Tubb estuvo presente en estas patrullas:

Estábamos en realidad dentro de la posición argentina, así que terminamos bombardeándonos nosotros mismos. Hicimos un montón de patrullas hasta el Dos Hermanas... esa vez (6 de junio) retrocedimos combatiendo durante unos 400 metros para escapar (el sargento de la 3.ª Sección de Tiradores, Juan Domingo Valdez, había lanzado una contraemboscada con una docena de soldados conscriptos.), a través de las líneas argentinas disparando cohetes de 66 (mm) para abrirnos camino y reagruparnos. Usamos la artillería de nuevo para cubrirnos con humo. Nos tomó más de una hora para escapar y parecía que fuera unos pocos minutos. Matamos a diecisiete de ellos (En realidad dos conscriptos del Ejército, José Luciano Romero y Andrés Rodríguez, y tres zapadores de la Infantería de Marina fueron muertos.), y todo lo que tuvimos era un tipo con una herida superficial.
Robin Neillands By Sea & Land: The Story of the Royal Marine Commandos, p. 402, Cassell Military Paperbacks, 2000

Por su acción de patrulla, el teniente Chris Fox recibió la Cruz Militar. En términos generales, los argentinos estaban bien atrincherados, a unos 6000 metros al otro lado del terreno de nadie. Los soldados conscriptos y comandos argentinos minaron y patrullaron fuertemente las posiciones defensivas.
Durante este periodo, el capitán Carlos Alfredo López Patterson llegó para hacerse a cargo de los defensores en Dos Hermanas. Con el fin de fortalecer la moral y mantener a los defensores informados, el capitán López Patterson visitó regularmente a los pelotones a gran riesgo para sí mismo debido al fuego de la artillería británica:

En esas recorridas, una cosa que siempre me emocionaba era que, mientras saludaba al Subteniente Llambias Pravaz, los soldados de esa sección aplaudían y vitoreaban. Debió ser porque notaban que les reconocía el valor que estaban adquiriendo en ese lugar. Porque estaban muy solos, esperando al enemigo, sólo ellos y sus almas. O, tal vez, porque al ver al jefe que va a decirles dos palabras —gesto fraternal de una persona joven hacia otras personas jóvenes— sentían revivir sus ganas de pelear. Un día, se me acercó un chico y me dijo «Ya que nos ha tocado bailar en ésta, vamos a hacerlo bien. Vamos a apoyar al Subteniente que está enfermo y sigue igual con nosotros. Tenemos que ayudar al que se le congelen los pies, o al que se asuste. Porque de aquí salimos todos o no sale ninguno». ¿Qué podía contestarle?

El Pelotón 4 del teniente Ian Bickerdike de la Compañía B del 3 PARA, reforzó la patrulla del sargento Ian Addle (Compañía D) cerca del Puente de Murrell durante la noche del 3 de junio, pero fueron prontos descubiertos al amanecer por López Patterson y sus oficiales en Dos Hermanas Norte, quienes dispersaron a los paras con fuego de ametralladoras del subteniente Mosquera Gutiérrez y fuego de morteros Thompson-Brandt de 81 mm del teniente Martella.
Según Colin Charlton de la Compañía D, los paracaidistas británicos tuvieron la suerte de escapar vivos en el bombardeo argentino:

Vimos los proyectiles caer pero la turba absorbió el impacto. Si hubiera sido concreto, habría habido muchos escombros.

Aquel mismo día, los hombres del Subteniente Llambias Pravaz abrieron fuego prematuramente contra dos helicópteros Sea King portando piezas de artillería cerca del río Murrell, alertando a los pilotos británicos quiénes pensaban erróneamente que se acercaban a posiciones de artillería real en Monte Kent.
En la noche del 6 al 7 de junio, la patrulla bajo el mando del cabo Oscar Nicolás Albornoz Guevara de la sección del subteniente Mosquera Gutiérrez, recibió instrucciones de explorar la zona del Monte Estancia, pero varias horas después de cruzar el río Murrell, se vieron obligados a retroceder al caer bajo fuego de morteros al ser descubiertos por los hombres del pelotón de morteros del 3 PARA en alto estado de alerta después de perder Murrell Bridge en una contraemboscada de la Compañía de Comandos 601.
El 8 de junio un misil Blowpipe, lanzado por el Cabo Hugo MacDougall del grupo antiaéreo de la Compañía B 'Piribebuy' del Regimiento 6, alcanzó el Harrier XZ989 del piloto vicecomodoro Peter Squire que había partido del portaviones Hermes para bombardear la zona Monte Longdon-Dos Hermanas. Squire logró eyectarse y su cazabombardero hizo un aterrizaje forzoso en San Carlos y dañado sin reparación posible y canibalizado posteriormente.
Ese mismo día, el soldado Oscar Poltronieri de la Compañía B 'Piribebuy' (Regimiento 6) detectó un puesto de observación del Special Air Service compuesta de 4 hombres operando al otro lado del río Murrell y el subteniente Marcelo Llambías Pravaz al confirmar con sus prismáticos lo observado por Poltronieripudo dirigir fuego efectivo de cohetes desmantelados de un avión de Pucara que dispersó esta fuerza de elite que se retiró a las posiciones de retaguardia del Monte Kent portando a un herido del SAS.
Alrededor de las 02:00 horas del 10 de junio, un pelotón de fusileros reforzado del Batallón de Comandos 45 intentó penetrar y causar fuertes bajas en las posiciones defendidas por la 3.ª Sección de Tiradores, pero se toparon con 50 comandos del Ejército Argentino y la Gendarmería Nacional reforzados por una fracción adelantada bajo el mando del cabo Walter Ariel Pintos del pelotón de Llambías Pravaz. En el combate nocturno mueren los sargentos Mario Antonio Cisneros y Ramón Gumersindo Acosta y dos comandos argentinos más —gendarme Pablo Parrada y teniente primero Jorge Vizoso Posse de la 602— son heridos. El historiador militar británico Bruce Quarrie revelaría más tarde que hubo dos Marines Reales muertos prácticamente al inicio del combate a manos de Vizoso Posse:

Se realizó una constante serie de patrullas en la noche para explorar y hostigar al enemigo. Típico fue la patrulla enviada en las primeras horas de la mañana del 10 de junio. El teniente David Stewart de la Compañía Rayo X, 45 Comando, había informado a sus hombres durante la tarde del día anterior, y antes de la medianoche estaban listos. Fuertemente armados con dos ametralladoras por sección más lanzadores de cohetes de 66 mm y morteros de 2 pulgadas (81mm), la Tropa se alejó sigilosamente en la noche iluminada por la luna hacia una loma a unos (4 km), donde se había observado el movimiento argentino. Manteniéndose bien esparcidos debido a la buena visibilidad, se movieron por el terreno rocoso aprovechando los numerosos cráteres de artillería como cubierta, y para las 04:00 (1 de la mañana hora local) estaban listos para cruzar el tramo final del campo abierto frente a las posiciones enemigas. Usando un arroyo poco profundo como cubierta, se movieron hacia arriba la pendiente y se despliegan en su posición entre las rocas en frente de las trincheras argentinas. Con la ayuda de un visor nocturno de intensificador de luz, pudieron ver a centinelas moverse alrededor. De repente, una ametralladora argentina abrió fuego y los Marines lanzaron un par de destellos de su mortero, retornando el fuego con sus propias ametralladoras y fusiles En cuestión de segundos tres soldados argentinos y dos Marines habían muerto. Otras figuras podrían verse corriendo en la colina a la izquierda, y cuatro soldados argentinos más cayeron ante la precisión de fuego de los Marines. En ese momento, las tropas argentinas más arriba en la ladera estaban bien despiertos, y una lluvia de fuego obligó a los Marines agacharse en la cubierta de las rocas. La situación se estaba volviendo decididamente insalubre y el teniente Stewart decidió retirarse, con el objetivo de matar y hostigar al enemigo realmente logrado. Sin embargo, una ametralladora (operada por los Gendarmes Angel Huenchul y Víctor Ferreira del Escuadrón Alacrán) a la derecha de los Marines estaba haciendo fuego sobre su ruta de huida, y Stewart envió a su sargento veterano, Jolly, con un par de hombres para eliminarlo. Después de un difícil acceso con poca cobertura, hubo una corta ráfaga de fuego y la ametralladora argentina quedó silenciada. Retrocediendo por secciones, la Tropa se retiró al arroyo, y para ese entonces el fuego argentino estaba cayendo corto y no hubo más bajas.
Bruce Quarrie The Worlds Elite Forces, pp.53-54, Octopus Books Limited, 1985

Según el capitán Hugo Ranieri de la 3.ª Sección de Asalto de la Compañía de Comandos 602:

Nos topamos allí con un enemigo realmente muy capaz, con muy buenos elementos de apoyo, armamento y visores. Lo cierto que es que ellos sorprendieron a un ala de nuestra emboscada. Entramos en un combate muy violento, con mucho fuego por parte del enemigo. Muchas bengalas que obligaban a agachar la cabeza un poco, hasta que pasaran. Debíamos también detectar de dónde venían los fogonazos. Esos primeros momentos son para organizarse un poco y ver de dónde viene la cosa. Había muchos gritos por parte del enemigo, dado que daban las órdenes en voz alta. Nosotros ya teníamos a todo esto dos muertos y dos heridos. El enemigo realmente estaba haciendo las cosas muy bien. El combate fue muy duro. El sargento Mario Cisneros cayó muerto y a su lado el teniente primero Jorge Vizoso fue herido en sus posiciones, más abajo hacia la izquierda. Lo que sucedió con Vizoso es muy notable. Una granada o un mortero descartable de esos
que tenían los ingleses hirió al teniente primero que quedó tendido boca abajo. Tenía varias esquirlas en el cráneo y quedó atontado por la explosión. Se arrimó el enemigo e intentó rematarlo con un tiro de FAL: esto le produjo una herida en el medio de la espalda en oblicuo ascendente hacia la izquierda… Los ingleses lo dieron vuelta de una patada y él se hizo el muerto. En ese momento, estos ingleses se replegaron debido al fuego. El teniente primero, que –ahora boca arriba- los había visto, intentó manotear la MAG que tenía el sargento Mario Cisneros muerto a su lado. La ametralladora estaba partida por la mitad pero encontró su FAL y le vació un cargador a la columna enemiga que se movilizaba, matando a tres ingleses. Lo orientamos a gritos y subió a mi posición. A todo esto, yo estaba haciendo fuego de apoyo con un fusil calibre 300 Magnum con mira telescópica junto a un comando de gendarmería de los que operaron con nosotros. Estábamos en la posición más elevada con respecto al resto y se dominaba muy bien el combate, pero también recibíamos mucho fuego del enemigo. Atrás de una roca lo revisé y ya relaté sus heridas así como lo milagroso de la bala como detenida por el Rosario. Estaba semishoqueado pero entero y con mucha agresividad. Diría que estaba con bronca. Me pidió la habilitación para seguir el combate y luego tomó su fusil, cambió el cargador y siguió haciendo fuego. Continuó el combate dándonos con todo por ambas partes. Duró esto entre veinte y treinta minutos o sea que fue un combate bastante largo. Hasta que culminó con la retirada del enemigo. En concreto, diría que les ganamos. Como nosotros teníamos coordinado el fuego de artillería, el mayor Aldo Rico ordenó la apertura del fuego y éste comenzó a caer sobre el enemigo en retirada. Nosotros indicamos que alargaran el tiro a medida que se iban, o sea los íbamos corriendo a cañonazos. Aprecio que esa noche tienen que haber muerto muchos ingleses porque el fuego de nuestra artillería era tremendo.

De acuerdo a la versión oficial del Ministro de Defensa Británico y varios veteranos de la Brigada de Comandos 3, el sargento Robert Leeming, los cabos Andrew Uren y Peter Fitton y el marine real Keith Phillips perdieron la vida en la noche del 9 al 10 de junio y tres marines reales más fueron seriamente heridos al ser alcanzados por las armas automáticas y esquirlas.El cabo Fitton fue muerto por fuego de morteros según fuentes británicas
El corresponsal de guerra británico Robert Fox pudo entrevistar a otro dos más de los británicos evacuados del combate, uno que sufrió pérdida auditiva debido a las numerosas detonaciones de armas antitanques, con estallido de tímpanos (aplastamiento de los órganos internos de los oídos) y otro que se torció la pierna cruzando el río Murrell durante el escape de los hombres de Stewart.
Al día siguiente, los hombres del subteniente Llambías Pravaz recuperaron las mochilas y las armas que los marines reales se vieron obligados abandonar y estas fueron presentadas como trofeos de guerra a los periodistas argentinos en la capital malvinense, quienes filmaron y fotografiaron el equipo británico.
El Cuadro de Guerra para la Montaña y el Ártico también realizó patrullajes contra Dos Hermanas, salvando muchas vidas británicas cuando la patrulla del teniente Joseph Wassell y el sargento Fraser Haddow descubrieron con sus prismáticos desde su puesto de observación en Goat Ridge (Cordón de La Cabra) el 9 de junio, las poderosas trampas explosivas en la forma de barriles de minas enterradas por la Compañía B del mayor Jaimet, con la intención de detonarlos por control remoto entre medio los atacantes británicos.
El Cabo Martin Wilkin del Pelotón de Reconocimiento revelaría en una entrevista realizada en 2023 en el 'The Grumpy Surfer Podcast (El podcast del surfista gruñón) que el Teniente Stewart y sus hombres pronto se encontraron completamente aferrados al terreno for el fuego devastador de la emboscada de la Compañía de Comandos 602, lo que le obligó a hacerse cargo de los hombres de Stewart y sacarlos de la zona de muerte establecida por los comandos del ejército y Gendarmería y abandonar la idea de destruir con explosivos plásticos con la ayuda de los zapadores de combate británicos de la Tropa Condor presentes en la incursión el armamento pesado del Regimiento de Infantería 4 ubicado en la silla y la cresta sur del Cerro Dos Hermanas.
Según Wilkin, Stewart y sus hombres casi se dieron completamente por vencidos ante los comandos argentinos con el oficial británico gritando presa del pánico "¡Estamos inmovilizados, todos nos vamos a morir, es terrible! ... ¡Cada vez que intentamos salirnos de las rocas, ellos simplemente abren fuego contra nosotros nuevamente. De ninguna manera nos vamos a poder salir vivo de esto!".
Tal vez unos 50 marines reales casi fueron hechos prisioneros en la noche del 9 al 10 de junio, quizás cambiando el curso de la guerra cuando encontraron su ruta de escape cortada por el fuego preciso de Fusil Automático Pesado (FAP) operada por los Gendarmes Angel Andrés Huenchul (apuntador) y Víctor Jorge Ferreira (asistente) pertenecientes a la patrulla del Segundo Comandante San Emeterio del Escuadrón Alacrán.

## La batalla
La Compañía X del capitán Ian Gardiner encabezó el ataque a Dos Hermanas, acompañado por el capellán entrenado como comando de la unidad, Wynne Jones. La Tropa 1 del Teniente James Kelly y Sargento George McMillan toma la parte más baja del Dos Hermanas Sur ('Long Toenail' o "Uña Larga de los Pies"), sin que tuvieron lugar combates. Sin embargo, a las 11:00 p. m. (hora local), la Tropa 3 del Teniente David Stewart y Sargento Peter Jolly se encuentra bajo fuerte fuego y aunque son apoyados por el Pelotón Antitanques del Capitán Steve Hughes (con cuarenta misiles MILAN) y el Pelotón de Ametralladoras del Sargento Mayor Charles Bell (especialmente formado y equipado con siete ametralladoras BREN ligeras, cohetes antitanque M72 LAW y visores nocturnos), los hombres de Stewart no pueden continuar con el avance hacia 'Long Toenail'. Rechazados en sus intentos en desalojar a la  3ra Sección de Tiradores, la Tropa 2 del Teniente Chris Caroe y Sargento George Matthews se hacen cargo del avance y atacan con bayonetas a los defensores argentinos, pero el ataque es dispersado por el fuego de la artillería argentina dirigida por el Subteniente Eduardo Gavier Tagle. Llambías operó eficazmente una ametralladora MAG y un lanzacohetes Instalaza-M65, hiriendo a tres comandos británicos. Durante casi cuatro horas, los marines reales de la Compañía X quedan inmovilizados en las laderas de 'Long Toenail'. Con los otros buques de guerra de apoyo británicos partiendo hacia el Estrecho de San Carlos para evitar quedar expuestos con la luz del día, el crucero británico HMS 'Glamorgan' se queda atrás disparando 145 proyectiles de grueso calibre contra los defensores argentinos en Dos Hermanas. Para la sorpresa del Teniente Caroe, el pelotón de fusileros de Llambías Pravaz continua resistiendo y sus hombres no serán desalojados hasta cerca de las 04:00 a. m. (hora local).El Capitán Gardiner expresaría más tarde su admiración por la feroz resistencia ofrecida por la 3ra Sección de Tiradores del subteniente Llambías Pravaz en Dos Hermanas Sur: 

Un cuadro duro de unos veinte hombres habían quedado atrás y habían luchado, y fueron hombres valientes. Los que se quedaron y lucharon tenían algo. Yo por mi parte no desearía enfrentar a mis infantes de marina en combate.

Cinco soldados conscriptos del pelotón de Llambias Pravaz son muertos defendiendo el Dos Hermanas Sur. El último de ellos, Orlando Aylan, esa noche estaba detrás de una roca, tirando y tirando. Pero eventualmente agoto su munición. De pronto entre el ruido de combate, el cabo Walter Pintos, lo escucha gritar ¡Viva la patria!, y en la claridad de las bengalas observa al soldado Aylan atacando a los marines reales con una pala de trinchera hasta que un atacante lo abate.
Con la pérdida del Dos Hermanas Sur, el Subteniente Llambías Pravaz y el Cabo Pintos conducen a los remanentes del pelotón de fusileros a nuevas posiciones en Tumbledown y Sapper Hill (Colina Zapador), a donde se encuentran con parte de los pelotones de Silva y Nazer. Llambías Pravaz más tarde se prepararía para el combate urbano en la capital malvinense buscando unirse a los comandos de los mayores Mario Castagneto y Aldo Rico que habían planeado la defensa de la Casa de Gobierno y los edificios importantes (Operación Alcázar), pero que fue cancelado a último momento para evitar bajas civiles.
A eso de las 00:30 (hora local), las Compañías Yankee y Zulú atacan Dos Hermanas Norte ('Summer Days' o "Días de Verano") y después de una dura lucha de horas de duracióncontra dos pelotones de fusileros y a pesar del fuego feroz de las ametralladoras en 'Summer Days' y el fuerte bombardeo de los morteros pesados del mayor Jaimet, logran capturar Dos Hermanas Norte con la ayuda de 1.500 proyectiles de 105mm de la artillería británica que satura a las posiciones argentinas. Los subtenientes Mosquera Gutiérrez y Nazer son heridos defendiendo Dos Hermanas Norte y el Teniente Martella pierde la vida protegiendo la retirada de sus hombres. El subteniente Pérez Grandi es gravemente herido conduciendo a sus hombres a nuevas posiciones al ser alcanzado por fuego de la artillería británica. Pérez Grandi es colocado debajo de un camión como cobertura y más tarde esa mañana el cabo Nicolás Urrieta vuelve en busca de su comandante y junto con los soldados conscriptos Andrés Barroso y Aldo Leiva lo llevan al hospital de Puerto Argentino. El cabo Virgilio Rafael Barrientos se hace cargo de los remanentes del pelotón de Nazer y los conduce a nuevas posiciones en Sapper Hill. Mientras tanto, los fuegos de apoyo de mortero del cabo Juan Antonio Barroso tendían un fuego infranqueable hacia el valle del Dos Hermanas Norte, lo que hizo posible la evacuación y luego el repliegue de los combatientes argentinos.
A las 03:00 los Marines Reales entran en el puesto de comando argentino en Dos Hermanas Norte, capturando al Mayor Ricardo Mario Cordón. A pesar de los informes bastante negativos en los principales diarios y canales de televisión argentina a lo largo de los años 1980 y 1990, se estableció más tarde que los argentinos habían en realidad luchado bien en Dos Hermanas. El Teniente Chris Caroe sostendría que los conscriptos fueron «una fuerza que tomar en serio porque fueron conducidos por oficiales y suboficiales bien capacitados». Antes de lanzarse al asalto, Caroe había pedido fuego de apoyo naval, que se inició casi simultáneamente con el choque, aislando el Dos Hermanas Sur de forma de impedir refuerzos desde el Dos Hermanas Norte. 
En el documental argentino Malvinas: La guerra íntima de Ricardo Kon, el soldado conscripto Rubén Rada (presidente del Centro de Excombatientes de Rosario) de la  sección del teniente Luis Martella dice, «El capitán nos reunió a todos y dijo: hay que replegar. Me va juzgar el Ejército pero no Dios. No muere un pendejo más. Corran manga de hijos de puta, corran que yo los voy a cubrir. » Recién a las 04.40 horas los comandantes de las compañías británicas informaron estar en posesión de Dos Hermanas Sur y Norte. Con la artillería británica habiendo quedado sin munición apoyando primero el ataque de la Compañía Zulú contra Dos Hermanas Norte y luego el ataque de la Compañía Yankee contra el Mayor Jaimet, los infantes de marina británicos no pueden como estaba previsto, continuar avanzando y capturar Monte Tumbledown.
El teniente Clive Dytor gana la Cruz Militar en la batalla al recuperar la iniciativa británica perdido debido al fuerte bombardeo de los morteros pesados, cuando reúne a su Tropa 8 (sección/pelotón) y los conduce adelante a punta de bayoneta para tomar Dos Hermanas Norte, cosa que motiva al resto de la Compañía Zulú en hacer lo mismo después de un largo estancamiento de dos horas. El teniente Martella, después de que sus hombres hubieran consumido prácticamente toda su munición en apoyo a los defensores de Monte Harriet, pierde su vida en esta acción conocida como 'Dytor's charge', y el Subteniente Nazer cae herido (por segunda vez esa noche) a su lado y es tomado prisionero. Los infantes de marina británicos también pierden a dos comandantes de pelotón, heridos en los bombardeos de los morteros de 120mm del mayor Jaimet, con el infante de marina Chris Cooke más tarde recordando, «"Los tres oficiales en mi compañía se comprometieron en tomar una copa juntos en el otro extremo de la isla, pero solo uno lo hizo, los otros dos quedaron con heridas de esquirla.»
El subteniente Aldo Eugenio Franco y su pelotón de fusileros, después de cancelado el contraataque del Escuadrón de doce vehículos Panhard AML 90 planeado en apoyo al Mayor Jaimet (porque los hombres del Capitán López Patterson ya no poseían las cumbres), cubren la retirada argentina obligando a la Compañía Yankee frenar su avance y tomar cubierta entre las rocas. Cerca del amanecer, el cabo Juan Antonio Barroso abandono con sus últimos soldados (Ángel Fernández, Hugo Batista, Javier Romero y Carlos Gabiado) la posición Dos Hermanas. Dejaban a sus espaldas los morteros Thompson-Brandt de 120mm y cerca de ellos los 3 comandos británicos muertos por el fuego efectivo de artillería y morteros argentinos. El fuego de artillería argentina en Dos Hermanas fue dirigido, hasta el momento del repliegue, por el Subteniente Eduardo Tagle.
Mientras los defensores argentinos se preparaban para abandonar por completo el cerro Dos Hermanas, el soldado conscripto Oscar Poltronieri se ofrece como voluntario para cubrir la retirada de Franco y sus hombres y detiene el avance del pelotón del teniente Andy Shaw de la Compañía  Yankee― a pesar de un impacto bastante preciso de un misil antitanque Carl Gustav ordenado por el mayor Davis― primero con el disparo preciso de su ametralladora y luego con un fusil abandonado. Antes de abandonar la posición, Poltronieri que todavía operaba una ametralladora es nuevamente casi alcanzado, esta vez por un misil antitanque LAW disparado a corta distancia por el marine real John Shaw del pelotón del teniente Shaw. En 1983 Poltronieri es condecorado con la Medalla Cruz Al Heroico Valor en Combate, la decoración militar más alta en Argentina.
Durante la retirada de la Compañía 'Piribebuy' a nuevas posiciones en Tumbledown, el jefe de la Sección de Apoyo (subteniente Guillermo Enrique Corbella) notó que 5 de sus hombres presentaban signos de hipotermia severa por lo cual llamó por radio solicitando ayuda y el sargento ayudante José Ramón Pizarro junto con el soldado Fernando Antonio Papasodaro del Comando de Brigada de Infantería 10 fueron enviados adelante en un jeep para evacuarlos y después de un viaje difícil bajo un fuerte bombardeo naval, pudieron rescatarlos con el sargento ayudante recordando, "Estaban los soldados todos apretados juntos uno con otros para darse calor y estaban los soldados cuidándolos ahí para ayudarlos cargar para cuando llegaramos nosotros. Llegamos nosotros, los cargamos en el jeep y pegamos la media vuelta, en ese momento ya no tiraba la fragata."
El 19 de marzo de 2021, en la ciudad de La Plata en Avenida 32 y 7, a los pies del monumento al soldado Juan B. Cabral se celebró un emotivo acto por el cumpleaños del soldado José Luciano Romero, muerto en defensa del Cerro Dos Hermanas. Correntino de nacimiento, Romero combatió a las órdenes del subteniente Llambias Pravaz y pasó a la inmortalidad como un héroe, enfrentando una patrulla de comandos británicos que logró infiltrarse en la ubicación de los argentinos, con tres proyectiles en el pecho.

## Después de la batalla
A la mañana siguiente el coronel Andrew Whitehead miró con asombro a las posiciones de fortaleza que los defensores habían abandonado.  " Con cincuenta Reales, " , dijo,  "Yo podría haber muerto de viejo manteniendo este lugar. " ( Max Hastings,  Going To The Wars , p. 363, Macmillan 2000 ) Los historiadores británicos Christian Jennings y Adrian Weale en su libro Green-Eyed Boys: 3 Para and The Battle for Mount Longdon (HarperCollins, 1996) más tarde criticarían de igual manera a la compañía de infantes de marina (reforzada por 67 fusileros de la Compañía de la FIDF del Mayor Phil Summers) de los mayores Mike Norman y Gary Noote por no ofrecer una resistencia más larga el 2 de abril durante Operación Rosario. Según los corresponsales de guerra británicos Patrick Bishop y John Witherow quienes entrevistaron a los marines reales que tomaron Dos Hermanas, "la altura era demasiada larga para que los argentinos la defendieran seriamente sin comprometer unos cuantos batallones".
Aunque la unidad británica parecía haber obtenido una victoria fácil en opinión de algunos, los que realmente se enfrentaron con los pelotones argentinos claramente no están de acuerdo con la opinión de Whitehead que no pudo continuar su avance hacia Monte Tumbledown esa noche como estaba planeado. El marine real Nick Taylor que participó en el asalto en Dos Hermanas Sur como parte de la Compañía X-Ray, explicó en una entrevista de 2012 con un importante diario británico que fue la "ferocidad y la potencia de fuego superior de las fuerzas británicas (lo que) obtuvo la ventaja y los argentinos se retiraron.
La determinada resistencia de los hombres del subteniente Franco significó que el crucero ligero británico HMS 'Glamorgan' tuvo que permanecer por más tiempo de lo previsto apoyando a los infantes de marina británicos de la Compañía Yankee atacando la Compañía B Piribebuy del mayor Oscar Ramón Jaimet y el crucero fue consecuentemente alcanzado por un misil Exocet de la defensa costera al tratar de cortar el camino al Estrecho de San Carlos sufrienedo 13 marineros muertos y 30 heridos.
El Capitán de Navío Peter Galloway del HMS 'Glamorgan' recordaría las comunicaciones de esa noche con el oficial naval que acompañaba a la Compañía 'Yankee' del Batallón de Comandos 45 en el combate casi cuerpo a cuerpo con los hombres del subteniente Aldo Eugenio Franco:

Estábamos apoyando a los comandos de los Marines Reales que estaban inmovilizados por una unidad de ametralladoras (subteniente Aldo Franco y sus hombres) y pidieron fuego, lo que significa que querían que elimináramos la ametralladora y lanzamos las primeras cinco rondas por el aire ... podías escuchar su voz resonando en la sala de operaciones y una pequeña palabrota salió, 'Lo dieron' como si no esperara que lo hiciéramos ... Podías escucharlo corriendo con los Marines Reales y cuando se tiró cuerpo a tierra dijo 'Dios  mío, hay otro más,' y pidió fuego nuevamente y es un proceso de cálculo muy complicado, pero creemos que también lo dimos a esa ametralladora con las segundas rondas. Fue así de rápido y cuando llegaron a la tercera ametralladora (una vez más operada por Oscar Poltronieri) dijo que los muchachos querian intentarlo ellos mismos con sus cohetes antitanque.

El Sargento Mayor George Meachin de la Compañía Yankee, más tarde elogiaría la aptitud de combate y el espíritu de lucha de los defensores argentinos en Dos Hermanas Norte:

Llegamos a estar bajo un montón de fuego efectivo de ametralladoras Browning M2 ... Al mismo tiempo, los morteros estaban cayendo todo nuestro alrededor, pero la amenaza principal era de esas ametralladoristas que podían vernos a la intemperie debido a la luz de la luna. Había tres ametralladoras y trajimos abajo salvas constantes y eficaces de nuestro propio fuego de artillería sobre ellos directamente, 15 tiros a la vez. Habría una pausa, y ellos nos contestaban otra vez. Así que teníamos que hacerlo por segunda vez, en todas sus posiciones. Habría una pausa, y luego 'boom, boom, boom,' ellos vuelven a contestarnos otra vez. Los conscriptos no hacen esto, los bebés no hacen esto, los hombres que están mal conducidos y de baja moral no hacen esto. Eran buenos y firmes soldados. Así los veo.

Treinta años más tarde, el ex infante de marina Keith Brown (ahora un político británico) que participó en la batalla, confirmaría que Dos Hermanas Norte fue un duro combate:

Mi impresión de un ataque nocturno era que no era nada como yo esperaba que fuera ... un asunto bastante ordenado , con gente corriendo y poniendo fuera de combate nidos de ametralladora. Fue enormemente confuso ... un montón de explosiones y destellos y ruidos muy fuertes. Empleamos la artillería naval y morteros y fuego de armas ligeras y pesadas.  Fue aterrador, para ser honesto. No sé cómo se sintieron mis colegas. Estábamos prácticamente inmovilizados y llegamos a estar bajo el fuego directo de los argentinos. Hasta ese momento solo todo tenía que ver con la artillería y proyectiles de morteros, pero esto fue (eventualmente) fuego directo y estaban utilizando lo que nos parecía ser trazantes.

Ocho infantes de marina británicos fueron muertos, y 17 más fueron heridos (incluyendo un oficial agregado de la artillería naval) en los combates en las laderas del Dos Hermanas. Unos diez comandos británicos de la SAS/M&AWC también fueron heridos en los choques anteriores con las patrullas de comandos argentinos protegiendo el repliegue del Regimiento 4 desde Monte Challenger a sus nuevas posiciones end Dos Hermanas y Harriet. Los británicos también sufrieron 13 muertos (seis de ellos del Escuadrón Aéreo Naval 737) cuando el crucero HMS Glamorgan, habiendo terminado de apoyar el ataque a Dos Hermanas Norte, trato de cortar el camino al Estrecho de San Carlos y fue alcanzado por misil Exocet de la defensa costera como resultado. Veinte soldados argentinos murieron defendiendo Dos Hermanas, incluidos los caídos en las acciones de patrullas y debido al fuego de ablandamiento británico en la semana y media previa. Cincuenta argentinos fueron capturados en Dos Hermanas.
El jefe del Servicio Aéreo Especial Británico, el teniente coronel Mike Rose, admitiría después que las fuerzas terrestres británicas estaban a solo unos días de retirarse de las Malvinas debido al desgaste producido por los soldados y pilotos argentinos:

La Royal Navy, que hizo un trabajo brillante al reunir la fuerza de tarea y traernos a todos aquí, solo podía quedarse en el mar y sostener la fuerza terrestre hasta mediados de junio y si hubiese habido un retraso en el desarrollo de los planes para tomar Puerto Stanley un poco después de mediados de junio, los británicos habrían tenido que retirarse porque la flota que los sostenía hubiese tenido que irse y, por supuesto, la guerra terminó el 14 de junio, por lo que estábamos realmente al final del juego cuando finalmente terminó la guerra y así que, como habría dicho el Duque de Wellington, fue una cosa bastante reñida debido a eso.